# Вяжли (Пичаевский район)
Вяжли — село в Пичаевском районе Тамбовской области России. Административный центр Вяжлинского сельсовета.

## География
Село находится на берегу реки Вязка, на расстоянии 15 км к северу от села Пичаево, административного центра района, и 86 км к северо-востоку от города Тамбов, административного центра области.

### Часовой пояс
Село Вяжли, как и вся Тамбовская область, находится в часовой зоне МСК (московское время). Смещение применяемого времени относительно UTC составляет +3:00.

## Население
| 2002 | 2010 |
| ---- | ---- |
| 201  | ↘164 |

### Национальный состав
Согласно результатам переписи 2002 года, в национальной структуре населения русские составляли 98 % из 201 чел.